# پنتیلوس
در اساطیر یونان، پنتیلوس پسر نامشروع اورستز و اریگونه محسوب می شد که خواهر و برادر ناتنی یکدیگر بودند. اریگونه دختر کلایته منسترا و آیگیستوس (که هر دو نفرشان بدست اورستز کشته شدند) بود، در حالی که اورستز پسر کلایته منسترا و آگاممنون به شمار می آمد. گفته می‌شود که اریگونه خودش را به دار آویخت و کشت. اورستز در دورانی طولانی حاکم پلوپونز بود و در سن هفتاد سالگی و بر اثر مارگزیدگی درگذشت.
داستانی هست که پنتیلوس را به صورت کودکی معرفی می‌کند که در طفولیت از والدین خویش دور ماند و در کوهستانهای تایگتوس، واقع در نزدیکی اسپارت توسط گرگ‌ها دریده و تکه پاره شد. پدر او، در سوگش جشنواره ای از عزاداری به راه انداخت و پنتیلیا را به افتخار او بدین نام مسمی نمود. داستان‌های دیگر بر زنده ماندن پنتیلوس تأکید کرده‌اند و گفته‌اند که وی بزرگ شد و همو بود که بعدها شهری را در لسبوس واقع در تراکیه تأسیس نمود.
پنتیلوس همچنین نام یکی از پادشاهان مسنیا بود. وی، فرزند پریکلایمنوس و پدر بوروس محسوب می شد.